# Studzienka Badylaka
Studzienka Badylaka – studzienka imienia Walentego Badylaka, znajdująca się na Rynku Głównym w Krakowie.
Powstała jako upamiętnienie czynu Walentego Badylaka, który w proteście przeciwko przemilczeniu przez władzę zbrodni katyńskiej, przywiązał się łańcuchami do hydrantu przy zachodniej części krakowskiego Rynku Głównego i dokonał 21 marca 1980 roku aktu samospalenia.
Jego czyn został upamiętniony w 1990 roku tablicą  pamiątkową, umieszczoną pod studzienką, którą odsłonił wnuk Walentego, ksiądz Wojciech Badylak. Na tablicy zapisano słowa:

Walenty Badylak zmarł śmiercią tragiczną przez samospalenie w dniu 21.III.1980 r. Czynem swym protestując przeciw zmowie milczenia wokół zbrodni katyńskiej, demoralizacji młodzieży i zniszczeniu rzemiosła. W 10 rocznicę śmierci społeczeństwo Krakowa.

W 2004 roku hydrant został odrestaurowany i zawieszono na nim dodatkowe upamiętnienie Badylaka. Tabliczka zawieszona na studzience głosi:

Studzienka Imienia Walentego Badylaka
☩Walenty Badylak ur. 1904 zm. 1980☩
W tym miejscu w dniu 21 marca 1980 roku Walenty Badylak żołnierz Armii Krajowej dokonał dramatycznego aktu samospalenia w proteście przeciwko demoralizacji młodzieży zniszczeniu rzemiosła oraz przeciwko zmowie milczenia wokół zbrodni dokonanej na polskich oficerach w Katyniu przez komunistyczno-bolszewickich ludobójców
Nie mógł żyć w kłamstwie zginął za prawdę.